# Església dels Sants Joans de Puçol
L'església parroquial dels Sants Joans és un temple catòlic situat al municipi de Puçol. Està catalogada com a Bé d'interès cultural, amb número d'anotació RI-46.13.205-001, segons la llei del Patrimoni Cultural Valencià.

## Campanar
Té un campanar de planta rectangular, adossat a la façana amb un empedrat característic de triple fornícula amb els dos Sants Joans Baptista i Evangelista i al centre la Mare de Déu al Peu de la Creu, patrona de poble.
L'any 2015 existien les següents campanes: Maria al peu de la Creu- nova (la Putxera, fosa l'any 1967), Sant Tomàs d'Aquino (la Marina, fosa l'any 1914) i altres tres foses l'any 1939, Mare de Déu al Peu de la Creu (la Maria), Mare de Déu del Remei (la Burlana) i Sants Joans (la Saguntina)